# Robin Boomhouwer
Robin Boomhouwer (Aalsmeer, 8 juni 1986) is een Nederlandse voormalig handbalspeler. In 2019 sloot hij zijn spelerscarrière af bij Aalsmeer. Robin is de oudere broer van oranje-international Jeffrey Boomhouwer.